# John M. Vining

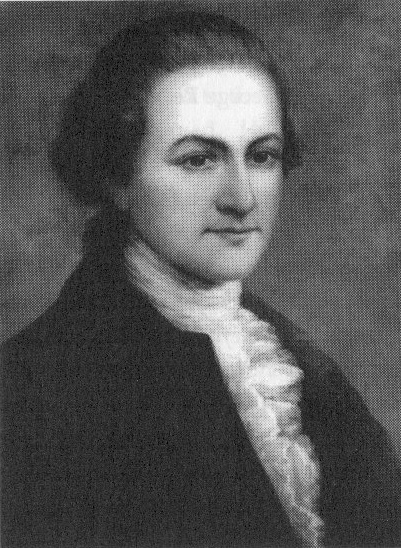
John M. Vining

John Middleton Vining (* 23. Dezember 1758 in Dover, Delaware Colony; † Februar 1802 in Wilmington, Delaware) war ein US-amerikanischer Politiker der Föderalistischen Partei. Von 1789 bis 1798 saß er für den US-Bundesstaat Delaware im US-Repräsentantenhaus und im US-Senat.

## Frühes Leben und Familie
Vining wurde in Dover als Sohn von John Vining und Phoebe Wynkoop geboren. Sein Vater war ein prominenter Rechtsanwalt und Landbesitzer, der später Chief Justice in Delaware wurde. Sein Vater verstarb, als Vining elf Jahre alt war. 1790 heiratete Vining Anna Maria Seaton. Sie hatten gemeinsam vier Söhne. 1800, nach der letzten Geburt starb seine Frau an den Geburtsfolgen.

## Politische Karriere
Vining studierte Jura und wurde im Jahr 1782 als Rechtsanwalt zugelassen. Er ließ sich in Dover nieder und wurde schnell einer der prominentesten Rechtsanwälte der Stadt. Aufgrund seiner Prominenz und seiner Popularität wurde Vining 1784 für Delaware in den Kontinentalkongress gewählt. Dies markierte den Anfang seiner politischen Karriere. Bis 1786 saß er im Kontinentalkongress. Zwischen 1787 und 1789 war er Mitglied des Repräsentantenhauses von Delaware. 
1788 kandidierte Vining erfolgreich für einen Sitz im US-Repräsentantenhaus. Ihm gelang einmal die Wiederwahl. Im Jahr 1793 war er ein Jahr lang Mitglied des Senats von Delaware. 1793 wechselte er innerhalb des Kongresses in den Senat, dem er bis zu seinem Rücktritt 1798 angehörte. Nach dem Rücktritt zog er sich aus dem öffentlichen Leben gänzlich zurück.

## Tod
Vining starb im Februar 1802 in Wilmington. Er wurde auf dem Christ Episcopal Church Cemetery in seiner Geburtsstadt beigesetzt.